# 保安古城
保安古城，位于中国青海省同仁县保安镇，为第八批青海省文物保护单位，公布日期为2008年4月10日，类型为古遗址。
保安古城的历史年代为明。